# Arnaldo Eris de Baião
Arnaldo Eris de Baião foi filho de Dom Ero Arnaldes de Baião e Uzenda Eris Godosindes de Lugo. Foi neto de Dom Arnaldo de Espoleto (primeiro senhor de Baião, conhecido como D. Arnaldo de Baião) e de Dona Ermesenda Eris Fernandes de Lugo, e bisneto de Dom Guido II de Spoleto, imperador da Itália. 
Seu avô e homônimo desembarcou na atual cidade de Porto no final do século IX, vindo para Portugal com os seus familiares, das Espanha e do Reino da Itália, para combater os mouros. Devido à sua bravura, o rei do Reino de Leão concedeu-lhe um concelho no Distrito do Porto, Portugal. Estas terras ainda hoje se chamam Baião.

## Origem do Nome

### Primeira Hipótese: origem do nome Baião
Alguns historiadores acreditam que seu avô, Dom Arnaldo de Espoleto, seria um guerreiro alemão que perdeu o seu ducado numa guerra. Não existem mais informações sobre as raízes germânicas de Dom Arnaldo nesta teoria.

### Segunda Hipótese: origem do nome Baião
A teoria mais fundamentada indica que Dom Arnaldo de Espoleto, avô de Arnaldo Eris de Baião, foi um cavaleiro de Bayonne, filho de Guido II de Spoleto e que seria essa a origem do nome de Baião. Suas raízes ancestrais germânicas remontariam, neste caso, à época das invasões romanas. 

## Relações Familiares
Segundo a teoria da relação familiar entre Arnaldo Eris de Baião e Guido II de Spoleto, as origens familiares da família de Baião podem ser definidas da seguinte forma:

### Carlos Martel e a corte da Borgonha
Carlos Martel (em Francês: Charles Martel) foi avô de Carlos Magno, que, por sua vez, foi bisavô de Guido di Spoleto, pai de Guido II. Entre os anos de 732 e 735, após a vitória de Carlos Martel na campanha de Tours, o reino da Borgonha foi subdividido em três reinos: a Alta Borgonha, a Baixa Borgonha e o Ducado da Borgonha. Frente à sua morte, em 741, seus reinos foram divididos entre seus herdeiros. Ao seu filho Pepino III (Pepino, o Breve) foi concedida a administração da região da Borgonha, da Nêustria e da Provença.

### Carlos Magno, Guido e o Ducado de Espoleto
Carlos Magno, filho de Pepino, o Breve, foi o responsável pela reunificação da Europa Ocidental através do Império Carolíngio. Seus descendentes incluem Guido I, Guido II e Guido III através do casamento de sua neta, Adelaide da Lombardia, com Lamberto I de Nantes. Adelaide foi filha de Pepino de Itália com uma mulher desconhecida. A árvore genealógica desta parte da família pode ser esquematizada da seguinte forma:
- Adelaide da Lombardia + Lamberto I de Nantes
  - Guido I de Spoleto
    - Lamberto I de Spoleto
      - Guido III de Spoleto
        - Guido IV de Spoleto

    - Guido II de Spoleto
      - Arnaldo de Spoleto

    - Rotilde de Spoleto

Tanto Lamberto I de Spoleto quanto os Guidos (I, II, III e IV) foram condecorados como duques de Espoleto entre 843 e 900. Deste domínio sobre o ducado surge a linhagem de Espoleto, da qual descende Dom Arnaldo de Espoleto, avô de Arnaldo Eris de Baião. Dom Arnaldo nasce em torno do ano 868, provavelmente durante o primeiro ducado de seu tio, Lamberto I.

### Transferência à Península Ibérica
A família de Dom Arnaldo de Espoleto transfere-se para a Península Ibérica em algum momento após o falecimento de Guido II, pai de Dom Arnaldo. Pouco se sabe sobre a história da família nesse período, mas é conhecida a linhagem que desenvolveu-se a partir de Dom Arnaldo e que eventualmente instalou-se no Reino de Castela:
- Dom Arnaldo de Espoleto
  - Ero Arnaldes de Baião
    - Arnaldo Eris de Baião, primeiro Senhor de Baião

Arnaldo Eris de Baião é conhecido por ter supostamente desembarcado em Porto no ano de 963 para combater as invasões Mouras. Frente às suas vitórias e à grande contribuição oferecida ao reino, foi oferecida à família Baião uma porção de terra no Distrito do Porto. Esta região é conhecida até hoje como Baião.

## Outros nomes
O estudo histórico dos patronímios da época leva a entender que filhos eram nomeados a partir de uma combinação dos primeiros e segundos nomes de seus antepassados diretos. Assim, Dom Arnaldo passou seu nome ao seu neto, Arnaldo Eris de Baião. Simultaneamente, os filhos herdavam uma inversão dos nomes de seus pais de forma a facilitar a identificação das suas linhagens. Um exemplo prático pode ser encontrado a partir do neto de Arnaldo Eris de Baião, Dom Soeiro Guedes, filho de Guido Arnaldes de Baião e Leodegúndia Soares.
- Dom Soeiro Guedes - junção dos nomes Soares (mãe) + Guido (pai).
  - Nuno Soares Velho
    - Soeiro Nunes Velho
      - Nuno Soares Velho
        - Dom Soeiro Nunes Velho
          - Pedro Soares Velho

O segundo filho de Arnaldo Eris de Baião, Gondesendo Arnaldes de Baião, indica que o nome Arnaldo Gondesendes de Baião também faz referência ao seu pai. Da mesma forma, o primeiro filho de Arnaldo Eris chama-se Guido Arnaldes de Baião, o que sugere uma conexão com o nome da linhagem que partiu de seu trisavô, Guido II. Seguindo a mesma lógica, o nome Arnaldo Eris de Baião indica que seu pai era Ero Arnaldes de Baião. Sugere-se que a linhagem genealógica da família organiza-se da seguinte forma:
|  |                                 |  |  |  |  |  |  |  |  |  |  |  |  |  |  |  |
|  | Ermesenda Gatones               |  |  |  |  |  |  |  |  |  |  |  |  |  |  |  |
|  |                                 |  |  |  |  |  |  |  |  |  |  |  |  |  |  |  |
|  |                                 |  |  |  |  |  |  |  |  |  |  |  |  |  |  |  |
|  | Enderquina Menendez             |  |  |  |  |  |  |  |  |  |  |  |  |  |  |  |
|  |                                 |  |  |  |  |  |  |  |  |  |  |  |  |  |  |  |
|  |                                 |  |  |  |  |  |  |  |  |  |  |  |  |  |  |  |
|  | Hermenegildo Guterres           |  |  |  |  |  |  |  |  |  |  |  |  |  |  |  |
|  |                                 |  |  |  |  |  |  |  |  |  |  |  |  |  |  |  |
|  |                                 |  |  |  |  |  |  |  |  |  |  |  |  |  |  |  |
|  | Uzenda Eris Gundesendes (prov.) |  |  |  |  |  |  |  |  |  |  |  |  |  |  |  |
|  |                                 |  |  |  |  |  |  |  |  |  |  |  |  |  |  |  |
|  |                                 |  |  |  |  |  |  |  |  |  |  |  |  |  |  |  |
|  | Adosinda de Monterroso          |  |  |  |  |  |  |  |  |  |  |  |  |  |  |  |
|  |                                 |  |  |  |  |  |  |  |  |  |  |  |  |  |  |  |
|  |                                 |  |  |  |  |  |  |  |  |  |  |  |  |  |  |  |
|  | Gudesindo Eriz                  |  |  |  |  |  |  |  |  |  |  |  |  |  |  |  |
|  |                                 |  |  |  |  |  |  |  |  |  |  |  |  |  |  |  |
|  |                                 |  |  |  |  |  |  |  |  |  |  |  |  |  |  |  |
|  | Ero Fernandez de Lugo           |  |  |  |  |  |  |  |  |  |  |  |  |  |  |  |
|  |                                 |  |  |  |  |  |  |  |  |  |  |  |  |  |  |  |
|  |                                 |  |  |  |  |  |  |  |  |  |  |  |  |  |  |  |
|  | Arnaldo Eris de Baião           |  |  |  |  |  |  |  |  |  |  |  |  |  |  |  |
|  |                                 |  |  |  |  |  |  |  |  |  |  |  |  |  |  |  |
|  |                                 |  |  |  |  |  |  |  |  |  |  |  |  |  |  |  |
|  | Adosinda de Monterroso          |  |  |  |  |  |  |  |  |  |  |  |  |  |  |  |
|  |                                 |  |  |  |  |  |  |  |  |  |  |  |  |  |  |  |
|  |                                 |  |  |  |  |  |  |  |  |  |  |  |  |  |  |  |
|  | Ermesenda Eris de Lugo (prov.)  |  |  |  |  |  |  |  |  |  |  |  |  |  |  |  |
|  |                                 |  |  |  |  |  |  |  |  |  |  |  |  |  |  |  |
|  |                                 |  |  |  |  |  |  |  |  |  |  |  |  |  |  |  |
|  | Ero Fernandez de Lugo           |  |  |  |  |  |  |  |  |  |  |  |  |  |  |  |
|  |                                 |  |  |  |  |  |  |  |  |  |  |  |  |  |  |  |
|  |                                 |  |  |  |  |  |  |  |  |  |  |  |  |  |  |  |
|  | Ero Arnaldes de Baião           |  |  |  |  |  |  |  |  |  |  |  |  |  |  |  |
|  |                                 |  |  |  |  |  |  |  |  |  |  |  |  |  |  |  |
|  |                                 |  |  |  |  |  |  |  |  |  |  |  |  |  |  |  |
|  | Ageltrude di Benevento          |  |  |  |  |  |  |  |  |  |  |  |  |  |  |  |
|  |                                 |  |  |  |  |  |  |  |  |  |  |  |  |  |  |  |
|  |                                 |  |  |  |  |  |  |  |  |  |  |  |  |  |  |  |
|  | Arnaldo de Spoleto              |  |  |  |  |  |  |  |  |  |  |  |  |  |  |  |
|  |                                 |  |  |  |  |  |  |  |  |  |  |  |  |  |  |  |
|  |                                 |  |  |  |  |  |  |  |  |  |  |  |  |  |  |  |
|  | Itta de Benveneto               |  |  |  |  |  |  |  |  |  |  |  |  |  |  |  |
|  |                                 |  |  |  |  |  |  |  |  |  |  |  |  |  |  |  |
|  |                                 |  |  |  |  |  |  |  |  |  |  |  |  |  |  |  |
|  | Guido II de Spoleto             |  |  |  |  |  |  |  |  |  |  |  |  |  |  |  |
|  |                                 |  |  |  |  |  |  |  |  |  |  |  |  |  |  |  |
|  |                                 |  |  |  |  |  |  |  |  |  |  |  |  |  |  |  |
|  | Guido I de Spoleto              |  |  |  |  |  |  |  |  |  |  |  |  |  |  |  |
|  |                                 |  |  |  |  |  |  |  |  |  |  |  |  |  |  |  |
|  |                                 |  |  |  |  |  |  |  |  |  |  |  |  |  |  |  |

## Casamento e descendentes
Casou com D. Ufa Ufes, filha de Teresa Soares e de D. Ufo Ufes (c. 925 -?). Este, por sua vez, foi filho de Dom Hugo Soares Belfaguer, também conhecido como Ataúlfo Soares, um importante cavaleiro do Condado Portucalense.
Arnaldo Eris de Baião e D. Ufa Ufes tiveram três filhos:
- Dom Guido Arnaldes de Baião (c. 970 - Baião, Distrito do Porto, Portugal), senhor da Quinta da Ufe, na atual freguesia de Canelas. Guido casou-se com Leonguida Soares, filha de Soeiro Echigues. Seu filho foi Dom Soeiro Guedes e seus netos foram:      
  1. D.Nuno Soares Velho, casado com Ausenda Todereis, filha de Teodoredo Fromarigues e de Farégia Forjaz.
  2. D.Maria Soares da Várzea casada com Godinho Viegas.
  3. D.Ausindo Soares, ancestral dos Soares Tangil e dos Soares.
  4. D.Ouruana Soares, casou com Eros Mendes de Moles,
  5. D.Ledegúndia Soares Tainha, nasceu em 1030 e casou com Mendo Gonçalves, 3.º senhor da Maia.
- Dom Godesendo Arnaldes de Baião (c. 975), fundador da honra de Gosende e 3º senhor de Azevedo. Godesendo casou-se com Ega Viegas, filha de Egas Hermigues[6][7]. (c. 1010 - 1095) e de Gontinha Eris Godosindes, filha de Uzenda Eris Godosindes e Ero Arnaldes de Baião.
- Dom Ero Arnaldes de Baião Neto.